# تورا (مونتانا)
تورا (به انگلیسی: Turah) یک منطقهٔ مسکونی در ایالات متحده آمریکا است که در شهرستان میزولا، مونتانا واقع شده‌است. تورا ۳۰۶ نفر جمعیت دارد و ۹۲۸ متر بالاتر از سطح دریا واقع شده‌است.